# 彈跳人巴作克
彈跳人巴作克（英語：Batroc the Leaper），本名喬治·巴作克（Georges Batroc），是一名出現在漫威漫畫作品中的虛構超級反派。該角色是由史丹·李和傑克·科比所創作。

## 人物
喬治·巴作克是一名來自法國的僱傭兵，從小就學習法國踢腿術的他有著過人的彈跳能力和踢擊力，因此得到了「彈跳人」的外號。
巴作克被許多反派與邪惡勢力雇用過，因此也成了許多超級英雄的對手，像是美國隊長、制裁者、蜘蛛人、死侍、鷹眼和鐵拳俠都曾經和他交手過。

## 經歷
喬治·巴作克出生于法国，曾經法国外籍军团的成员。巴作克是一名职业雇佣兵，奉行利益为上。某次被九头蛇聘用，开始成为泽莫男爵的手下，后来自己成立了一支巴作克雇佣兵战队，先后在不同时间不同地点成立了四支部队，网络了包括豪猪、旋风斩、弯刀等各种雇佣兵，因而被红骷髅看中並聘为其手下。
巴作克的主要任務就是潛入作戰、走私，還偷過美國隊長的盾牌，但任務失敗。他與美國隊長是好敵手，兩人身手幾乎不相上下，第一次對決巴作克失敗，然後便不屈不撓的總想跟美國隊長過招，還綁架過13號特工雪倫·卡特，不為別的，就是能讓美國隊長跟自己打一場。而這件事也間接撮合了美國隊長與13號特工。 
身為一名法國人，骨子裡面有一種天生的高傲、堅定的鬥士情操。打鬥堅持公平作戰，絕不搞背後襲擊這種事，他認為這種方式是“敗壞了戰士的榮譽”。有一次九頭蛇背後偷襲美國隊長，結果巴作克還幫助美國隊長一塊痛擊九頭蛇。雖然每次都失敗，但美國隊長認為他是個值得尊敬的對手。得知隊長被暗殺的時候，巴作克還留著眼淚說道：“我會想你的，兄弟。”

## 能力
巴作克是法國踢腿術的天才，其踢擊威力可以輕易踢碎水泥牆，加上他過人的彈跳能力與敏捷、反應，使他和格鬥大師如美國隊長、鐵拳俠，或是身具超能力的蜘蛛人交手都不落下風。
他是個格鬥好手，除此之外也是個世界級的舉重好手。
身為一名遊走在地下世界的雇傭兵，他對走私和竊盜也很有經驗。

## 其他媒體

### 電影
- 漫威電影宇宙：由喬治·聖皮埃爾飾演，但未有使用「彈跳人巴作克」的稱號。
  - 《美國隊長2：酷寒戰士》[2]（2014年）

### 電視
- 《終極蜘蛛人》：由Rob Paulsen配音[3]。
- 漫威電影宇宙：由喬治·聖皮埃爾回歸飾演喬治·巴作克。
  - 《獵鷹與酷寒戰士》（2021年）：被雪倫·卡特擊殺。
  - 《無限可能：假如…？》第一季（2021年）[4]：動畫劇集，配音演出。

## 備註
1. 《美國隊長2》版本譯名。
2. 《飛隼與寒冬戰士》版本譯名。
3. 《無限可能：假如…？》版本譯名。